# Vader (Washington)
Vader è una città degli Stati Uniti d'America, situata nello Stato di Washington, nella Contea di Lewis.